# Extraterrestrial Highway (album)
Extraterrestrial Highway is het debuutalbum van de band Ten East.

## Tracklist
| Nr. | Titel                    | Duur  |
| --- | ------------------------ | ----- |
| 1   | Heavy Light              | 10:31 |
| 2   | Aqua Beard               | 6:36  |
| 3   | Scraping The Barrel      | 6:57  |
| 4   | Draggin' Balls           | 10:18 |
| 5   | Extraterrestrial Highway | 3:55  |
| 6   | Spiritual Hangover       | 3:48  |
| 7   | Progressive Guillotine   | 12:46 |
| 8   | Expanding Darkness       | 4:18  |

## Bandleden
- Mario Lalli - gitaar
- Gary Arce - gitaar
- Brant Bjork - Basgitaar
- Bill Stinson - Drums

## Overige medewerkers
- Opname: Robbie Waldman in Unit-A Recording Studio, Palm Springs, Californië.
- Muziek: Gary Arce en Ten East
- Design: David P. Montero
- Coverdesign (concept door Bill Stinson): Alejandro Villen